# Tim Pigott-Smith
Tim Pigott-Smith (Rugby (Warwickshire), 13 mei 1946 – Northampton, 7 april 2017) was een Britse theater-, film- en televisieacteur.

## Levensloop
Pigott-Smith was de zoon van Margaret Muriel Pigott-Smith-Goodman en Harry Thomas Pigott-Smith, die journalist was. Hij bezocht de Wyggeston Boys' School (Leicester), King Edward VI Grammar School, King Edward VI School (Stratford-upon-Avon) en de Universiteit van Bristol en volgde een opleiding als acteur aan de Bristol Old Vic Theatre School.
Pigott-Smith trad ook regelmatig op in stukken van Shakespeare en rollen in Griekse tragedies, zoals de rol van Posthumus in John Bartons productie in 1974 van Cymbeline voor de Royal Shakespeare Company.
Hij werd in 2017 benoemd tot Officier in de Orde van het Britse Rijk (OBE). Pigott-Smith zou op 10 april 2017 de protagonist Willie Loman vertolken in een nieuwe theaterproductie van Dood van een handelsreiziger van Arthur Miller, die dan in première zou gaan. Hij overleed echter de vrijdag ervoor plotseling op 70-jarige leeftijd.
Hij was gehuwd met actrice Pamela Miles.

## Filmografie
- Doctor Who: The Claws of Axos (1971), tv
- Antony and Cleopatra (1974), tv
- North and South (1975)
- Aces High (1976)
- The Glittering Prizes (1976), tv
- Doctor Who: The Masque of Mandragora (1976), tv
- Joseph Andrews (1977)
- The Lost Boys (1978), tv
- Henry IV, Part I (1979), tv
- School Play (1979)
- Measure for Measure (1979), tv
- Danger UXB (1979) tv-serie
- Richard's Things (1980)
- Tis Pity She's a Whore (1980), tv
- Sweet William (1980)
- Hannah (1980), tv
- The Day Christ Died (1980), tv
- In Hiding (1980), tv
- Winston Churchill: The Wilderness Years (1981), tv
- Escape to Victory (1981)
- Clash of the Titans (1981)
- I Remember Nelson (1982), tv
- The Hunchback of Notre Dame (1982), tv
- Fame Is the Spur (1982), tv
- Struggle (1983), tv
- The Jewel in the Crown (1984), tv
- A State of Emergency (1986)
- Dead Man's Folly (1986), tv
- The Challenge (1986)
- Life Story (1987), tv
- The Chief (1990), tv
- True Adventures of Christopher Columbus (1992), tv
- The Remains of the Day (1993)
- The Bullion Boys (1993), tv
- The Vice (1999), tv
- The Major Years (1999)
- Innocents (2000), tv
- Gangs of New York (2002)
- The Four Feathers (2002)
- Spooks: The Rose Bed Memoirs (2002)
- The Inspector Lynley Mysteries: For the Sake of Elena (2002), tv
- Bloody Sunday (2002)
- Laissez-passer (2002)
- The Private Life of Samuel Pepys (2003), tv
- Pompeii: The Last Day (2003)
- Eroica (2003), tv
- The Day Britain Stopped (2003)
- Johnny English (2003)
- Alexander (2004)
- North & South (2004)
- London (2004)
- V for Vendetta (2006)
- Holby Blue (2007), tv
- Quantum of Solace (2008)
- Midsomer Murders (2008), tv
- Alice in Wonderland (2010)
- Ma part du gâteau (2011)